# Operophtera boreata
Operophtera boreata là một loài bướm đêm trong họ Geometridae.